# Monachather
Monachather là một chi thực vật có hoa trong họ Hòa thảo (Poaceae).

## Loài
Chi Monachather gồm các loài: